# سایوری ایچیشی
سایوری ایچیشی (انگلیسی: Sayuri Ichiishi; ۱ ژانویهٔ ۱۹۶۴  – ) طراح شخصیت اهل ژاپن بود.